# Cropwell Bishop
Cropwell Bishop – wieś w Anglii, w hrabstwie Nottinghamshire, w dystrykcie Rushcliffe. Leży 12 km na południowy wschód od miasta Nottingham i 166 km na północ od Londynu. W 2001 miejscowość liczyła 1791 mieszkańców.